# Baby (Fabolous)
Baby è il terzo singolo di Fabolous estratto dall'album Real Talk. Lo ha prodotto Flame Throwers e vi ha partecipato il cantante R&B Mike Shorey, il quale aveva già collaborato con Fabolous ai singoli Can't Let You Go e Make You Mine.
La canzone è uscita negli USA il 24 marzo 2004. Qui ha raggiunto al posizione n.17 della Billboard Hot Rap Tracks, la n.22 della Billboard Hot R&B/Hip-Hop Singles & Chart e solo la n.71 della Billboard Hot 100. In Regno Unito non è riuscita neanche a raggiungere la 40ª posizione, rivelandosi un insuccesso.

## Posizioni in classifica negli USA
| Chart                                  | Posizione massima |
| -------------------------------------- | ----------------- |
| Billb. Hot Rap Tracks                  | 17                |
| Billb. Hot R&B/Hip-Hop Singles & Chart | 22                |
| Billb. Hot 100                         | 71                |